# Marduk-bel-zeri
Marduk-bel-zeri, en cuneiforme dAMAR.UTU.EN.NUMUN o mdŠID.EN.[x], que quiere decir “Marduk (es) el señor de los descendientes”,  ca. 790–780 a. C., fue un rey de Babilonia durante el período de agitación siguiente a las invasiones del asirio Shamshi-Adad V (ca. 824–811 a. C.). Está identificado en un fragmento de la Lista sincrónica de reyes como Marduk-[bēl]-x, que le da un lugar en la secuencia, reinando alrededor del comienzo del siglo VIII a. C.. Fue un monarca bastante oscuro, y el penúltimo predecesor de Eriba-Marduk, quien fue el restaurador del orden, después del caos.

## Biografía
Es conocido por un único texto económico de la ciudad sureña de Udāni, fechado en el año de su ascensión (MU.SAG.NAM.LUGAL). Esta ciudad fue un centro satélite de culto de Uruk, de incierta localización, pero posiblemente, cercana a Marad, luego conocida como Udannu, asociada al culto de las deidades dIGI.DU y Bēlet-Eanna (asociado a Ishtar).